# JERAセ・リーグAWARD
JERAセ・リーグAWARD（ジェラセ・リーグアワード）は、日本プロ野球（日本野球機構）と、その傘下のセントラル・リーグ、ならびにJERAが共同で主催し、2023年から表彰する賞。

## 表彰の概要
日本生命セ・パ交流戦を除いたセ・リーグ公式戦の全375試合において、プロ野球公式記録員が勝利に最も貢献した選手を独自の視点からノミネートする。これを月単位（計8回）でチーム別に集計を行い、ノミネート回数が最も多かった選手がチームの代表として月間賞の対象となる。
ノミネート情報はセ・リーグ6球団の公式Twitterと特設サイトにて発信する。

### 選考方法
- 月間単位でチーム別に集計を行い、最多回数の選手をチーム代表選手として各球団1名ずつ計6名選出。
- 6球団のレジェンドOB（後述）が、セ・リーグ公式配信番組「JERA セ・リーグ レジェンド LIVE」での合議により、6名から1名に絞り月間大賞選手を選出。
- 年間の総ノミネート数を基に上記と同様の過程を経て、1名の「年間大賞」選手を選出する。

賞金は月間、年間共に、表彰選手にはJERAが進呈。
また、年間大賞選出の際には成績や数字などに現れない部分の貢献度・話題性を称える「特別賞」の選出も行う。配信番組でレジェンドOBが1名ずつ候補を選手し、そこから選出する。

### 6球団のレジェンドOB
表記順はセ・リーグ2022年シーズンの順位順。
| 球団                   | 氏名       |
| ---------------------- | ---------- |
| 東京ヤクルトスワローズ | 宮本慎也   |
| 横浜DeNAベイスターズ   | 佐々木主浩 |
| 阪神タイガース         | 鳥谷敬     |
| 読売ジャイアンツ       | 高橋由伸   |
| 広島東洋カープ         | 前田智徳   |
| 中日ドラゴンズ         | 川上憲伸   |

- 2024年現在。

## 歴代受賞者

### 月間
| 年     | 月      | 選手       | 球団     | 出典   |
| ------ | ------- | ---------- | -------- | ------ |
| 2023年 | 3・4月  | 村上頌樹   | 阪神     | [ 1 ]  |
| 2023年 | 5月     | 細川成也   | 中日     | [ 4 ]  |
| 2023年 | 6・7月  | 森下暢仁   | 広島     | [ 5 ]  |
| 2023年 | 8月     | 岡本和真   | 巨人     | [ 6 ]  |
| 2023年 | 9・10月 | 佐藤輝明   | 阪神     | [ 7 ]  |
| 2024年 | 3・4月  | M.ヤフーレ | ヤクルト | [ 8 ]  |
| 2024年 | 5月     | 小園海斗   | 広島     | [ 9 ]  |
| 2024年 | 6・7月  | 髙橋宏斗   | 中日     | [ 10 ] |
| 2024年 | 8月     | 佐藤輝明   | 阪神     | [ 11 ] |
| 2024年 | 9・10月 | 戸郷翔征   | 巨人     | [ 12 ] |
| 2025年 | 3・4月  | 山﨑伊織   | 巨人     | [ 13 ] |
| 2025年 | 5月     | 森下翔太   | 阪神     | [ 14 ] |
| 2025年 | 6・7月  |            |          |        |
| 2025年 | 8月     |            |          |        |
| 2025年 | 9・10月 |            |          |        |

※NPBによる表彰である「大樹生命月間MVP賞」とは異なる。

### 年間大賞
| 年     | 選手   | 球団 | 出典   |
| ------ | ------ | ---- | ------ |
| 2023年 | 東克樹 | DeNA | [ 15 ] |
| 2024年 | 東克樹 | DeNA | [ 16 ] |

### 特別賞
| 年     | 選手       | 球団 | 出典   |
| ------ | ---------- | ---- | ------ |
| 2023年 | 坂本誠志郎 | 阪神 | [ 15 ] |
| 2024年 | 桐敷拓馬   | 阪神 | [ 16 ] |